# Keratograf

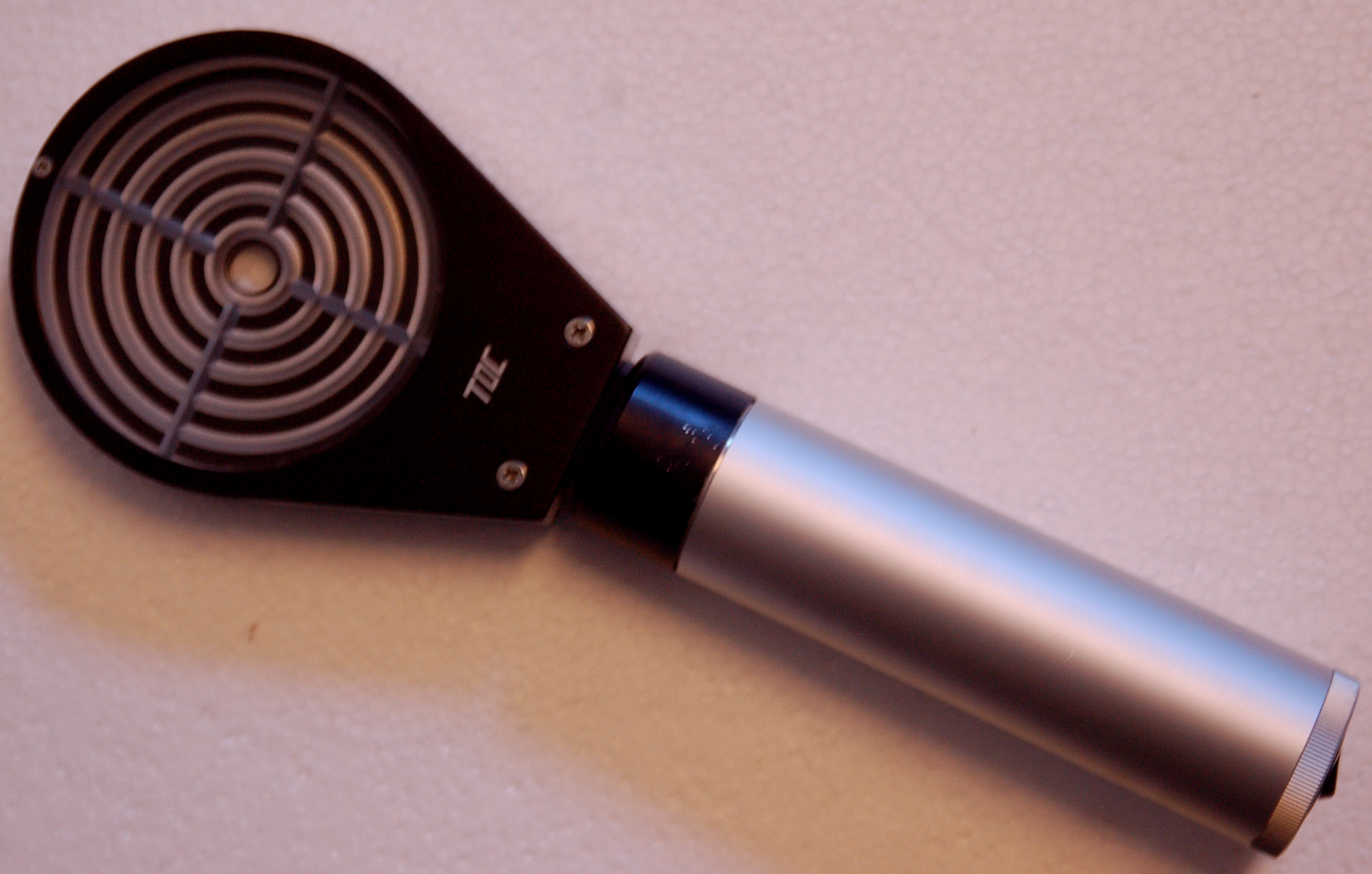
Placido-Scheibe

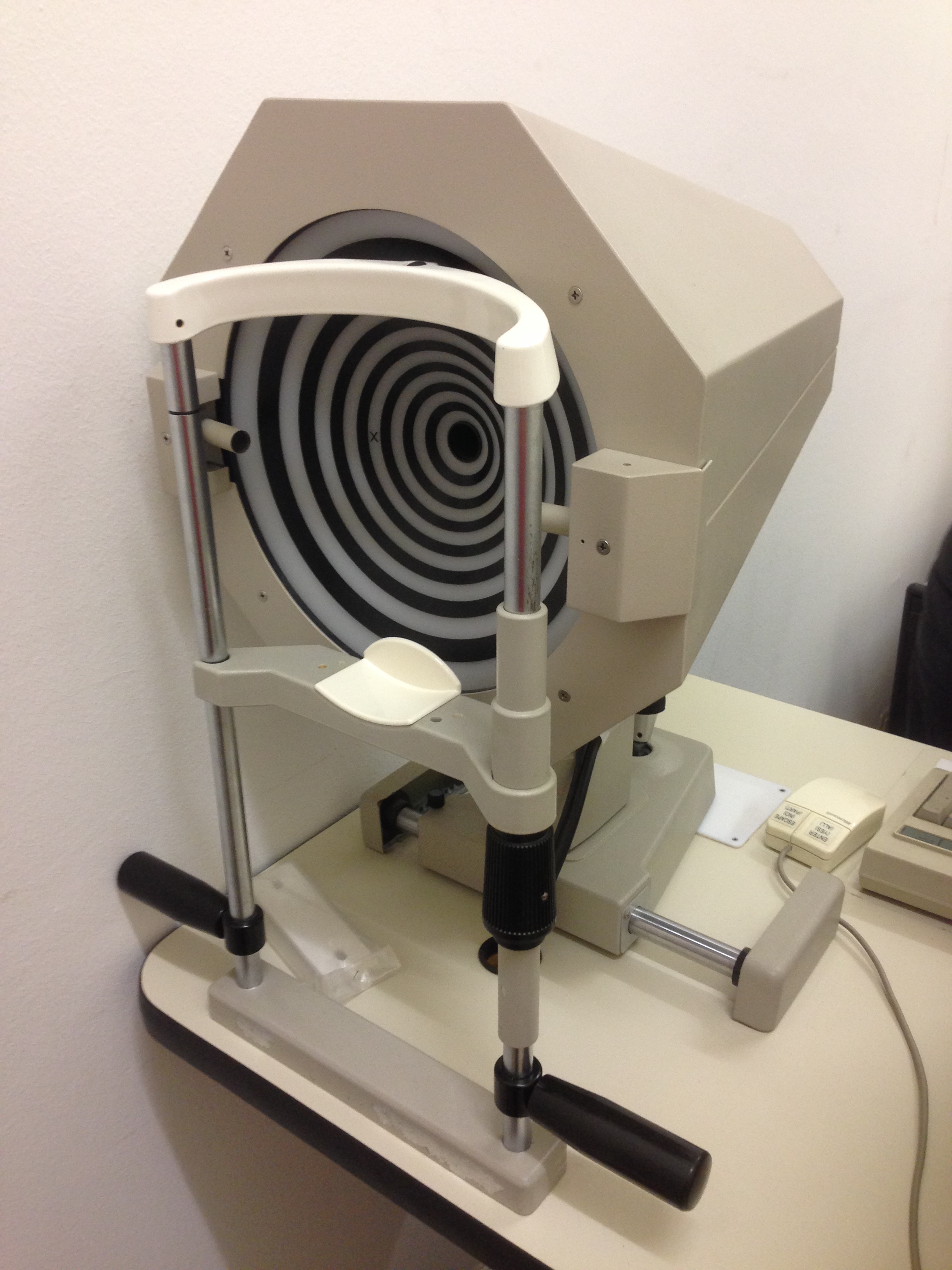
Älterer Videokeratograf

Der Keratograph (auch Videokeratometer genannt) ist ein Instrument zur Erfassung und Auswertung der Topographie der Hornhaut. Eine Placido-Scheibe (Ringsystem mit konzentrisch abwechselnd schwarzen und weißen Ringen) wird dabei auf die Hornhautvorderfläche projiziert, die ringförmigen Reflexbilder werden mit einer Videokamera aufgenommen und durch ein Computersystem mit einer Fourier-Analyse ausgewertet. Ursprünglich wurde die Scheibe vom portugiesischen Augenarzt António Plácido da Costa schon 1880 erfunden. Placido erkannte, dass durch die Verwendung von reflektierenden Ringen, die auf die Hornhaut projiziert wurden, Abweichungen von der normalen Krümmung sichtbar gemacht werden konnten. Wenn die Hornhaut eben war, würden die Ringe gleichmäßig erscheinen, aber bei einer unregelmäßigen Form oder Krümmung würden sich Verzerrungen zeigen.
Ein wesentlicher Vorteil im Vergleich zur Ophthalmometermessung liegt in der Anzahl der Messpunkte. Bei einer Ophthalmometermessung werden nur wenige Messpunkte erfasst (zwei zentrale, vier periphere). Bei den Keratografen werden je nach Gerät 10.000 bis 30.000 Messpunkte erfasst, das Ergebnis ist ein detailreiches Profil der Hornhaut. Unterschiedliche Darstellungsformen können ausgewählt werden. Die Hornhauttopographie lässt sich numerisch, farbcodiert oder auch als dreidimensionales Flächengebirge darstellen.
Ursprünglich wurde der Keratograf für die Hornhautchirurgie entwickelt. Mittlerweile findet er ebenfalls in der Kontaktlinsenanpassung weite Verbreitung.